# Coppa del Mondo di combinata nordica 2016
La Coppa del Mondo di combinata nordica 2016, trentatreesima edizione della manifestazione organizzata dalla Federazione Internazionale Sci, è iniziata il 5 dicembre 2015 a Lillehammer, in Norvegia, e si è conclusa il 6 marzo 2016 a Schonach im Schwarzwald, in Germania.
Si sono disputate 22 delle 24 gare previste, in 10 diverse località: 19 individuali Gundersen e 3 a squadre (1 in formula 4x5 km e 2 sprint a coppie); 9 gare si sono svolte su trampolino normale e 13 su trampolino lungo.
Il tedesco Eric Frenzel si è aggiudicato la coppa di cristallo, il trofeo assegnato al vincitore della classifica generale. Non sono state stilate classifiche di specialità; Frenzel era il detentore uscente della Coppa generale.

## Risultati
| Data                   | Località                | Nazione   | Trampolino                  | Spec.            | Primo                                                      | Secondo                                                          | Terzo                                                                     |
| ---------------------- | ----------------------- | --------- | --------------------------- | ---------------- | ---------------------------------------------------------- | ---------------------------------------------------------------- | ------------------------------------------------------------------------- |
| 5 dicembre 2015        | Lillehammer             | Norvegia  | Lysgårdsbakken HS138        | T LH/4x5         | annullata                                                  | annullata                                                        | annullata                                                                 |
| 5 dicembre 2015        | Lillehammer             | Norvegia  | Lysgårdsbakken HS138        | IN LH/10 km      | Fabian Rießle                                              | Akito Watabe                                                     | Ilkka Herola                                                              |
| 6 dicembre 2015        | Lillehammer             | Norvegia  | Lysgårdsbakken HS100        | IN NH/10 km      | Magnus Krog                                                | Fabian Rießle                                                    | Lukas Klapfer                                                             |
| 19 dicembre 2015       | Ramsau am Dachstein     | Austria   | W90-Mattensprunganlage HS98 | IN NH/10 km      | Magnus Moan                                                | Magnus Krog                                                      | Jarl Magnus Riiber                                                        |
| 20 dicembre 2015       | Ramsau am Dachstein     | Austria   | W90-Mattensprunganlage HS98 | IN NH/10 km      | Eric Frenzel                                               | Jarl Magnus Riiber                                               | Manuel Faißt                                                              |
| 3 gennaio 2016         | Klingenthal             | Germania  | Vogtland Arena HS140        | IN NH/10 km      | annullata                                                  | annullata                                                        | annullata                                                                 |
| 23 gennaio 2016        | Chaux-Neuve             | Francia   | La Côté Feuillée HS118      | IN LH/10 km      | Eric Frenzel                                               | Bernhard Gruber                                                  | Akito Watabe                                                              |
| 24 gennaio 2016        | Chaux-Neuve             | Francia   | La Côté Feuillée HS118      | IN LH/10 km      | Fabian Rießle                                              | Eric Frenzel                                                     | Akito Watabe                                                              |
| Nordic Combined Triple |                         |           |                             |                  |                                                            |                                                                  |                                                                           |
| 29 gennaio 2016        | Seefeld in Tirol        | Austria   | Toni Seelos HS109           | IN NH/5 km       | Eric Frenzel                                               | Akito Watabe                                                     | Fabian Rießle                                                             |
| 30 gennaio 2016        | Seefeld in Tirol        | Austria   | Toni Seelos HS109           | IN NH/10 km      | Eric Frenzel                                               | Akito Watabe                                                     | Fabian Rießle                                                             |
| 31 gennaio 2016        | Seefeld in Tirol        | Austria   | Toni Seelos HS109           | IN NH/15 km      | Eric Frenzel                                               | Akito Watabe                                                     | Fabian Rießle                                                             |
| 6 febbraio 2016        | Oslo Holmenkollen       | Norvegia  | Holmenkollen HS134          | IN LH/10 km      | Jarl Magnus Riiber                                         | Akito Watabe                                                     | Eric Frenzel                                                              |
| 9 febbraio 2016        | Trondheim               | Norvegia  | Granåsen HS140              | IN LH/10 km      | Jørgen Graabak                                             | Eric Frenzel                                                     | Jarl Magnus Riiber                                                        |
| 10 febbraio 2016       | Trondheim               | Norvegia  | Granåsen HS140              | IN LH/10 km      | Eric Frenzel                                               | Akito Watabe                                                     | Jørgen Graabak                                                            |
| 19 febbraio 2016       | Lahti                   | Finlandia | Salpausselkä HS130          | IN LH/10 km      | Eric Frenzel                                               | Akito Watabe                                                     | Jan Schmid                                                                |
| 20 febbraio 2016       | Lahti                   | Finlandia | Salpausselkä HS130          | T SP LH/2x7,5 km | Germania I Johannes Rydzek Fabian Rießle                   | Austria I Lukas Klapfer Bernhard Gruber                          | Austria II Franz-Josef Rehrl Philipp Orter                                |
| 21 febbraio 2016       | Lahti                   | Finlandia | Salpausselkä HS130          | IN LH/10 km      | Fabian Rießle                                              | Eric Frenzel                                                     | Akito Watabe                                                              |
| 23 febbraio 2016       | Kuopio                  | Finlandia | Puijo HS127                 | IN LH/10 km      | Johannes Rydzek                                            | Akito Watabe                                                     | Wilhelm Denifl                                                            |
| 26 febbraio 2016       | Val di Fiemme           | Italia    | Giuseppe Dal Ben HS134      | T SP LH/2x7,5 km | Norvegia I Magnus Krog Jørgen Graabak                      | Germania I Tobias Haug Tino Edelmann                             | Francia I François Braud Maxime Laheurte                                  |
| 27 febbraio 2016       | Val di Fiemme           | Italia    | Giuseppe Dal Ben HS134      | IN LH/10 km      | Bernhard Gruber                                            | Eric Frenzel                                                     | Jørgen Graabak                                                            |
| 28 febbraio 2016       | Val di Fiemme           | Italia    | Giuseppe Dal Ben HS134      | IN LH/10 km      | Magnus Krog                                                | Jørgen Graabak                                                   | Fabian Rießle                                                             |
| 4 marzo 2016           | Schonach im Schwarzwald | Germania  | Langenwaldschanze H106      | T NH/4x5 km      | Norvegia Magnus Moan Jan Schmid Magnus Krog Jørgen Graabak | Germania Manuel Faißt Eric Frenzel Johannes Rydzek Fabian Rießle | Austria Bernhard Gruber Bernhard Flaschberger Lukas Klapfer Philipp Orter |
| 5 marzo 2016           | Schonach im Schwarzwald | Germania  | Langenwaldschanze H106      | IN NH/10 km      | Eric Frenzel                                               | Jan Schmid                                                       | Akito Watabe                                                              |
| 6 marzo 2016           | Schonach im Schwarzwald | Germania  | Langenwaldschanze H106      | IN NH/15 km      | Jørgen Graabak                                             | Fabian Rießle                                                    | Lukas Klapfer                                                             |

Legenda:

IN = individuale Gundersen

SP = sprint

T = gara a squadre

NH = trampolino normale

LH = trampolino lungo

## Classifiche

### Generale
| Pos. | Nome            | Nazione   | Punti |
| ---- | --------------- | --------- | ----- |
| 1    | Eric Frenzel    | Germania  | 1389  |
| 2    | Akito Watabe    | Giappone  | 1070  |
| 3    | Fabian Rießle   | Germania  | 1064  |
| 4    | Jørgen Graabak  | Norvegia  | 908   |
| 5    | Johannes Rydzek | Germania  | 685   |
| 6    | Magnus Krog     | Norvegia  | 666   |
| 7    | Bernhard Gruber | Austria   | 618   |
| 8    | Jan Schmid      | Norvegia  | 595   |
| 9    | Lukas Klapfer   | Austria   | 577   |
| 10   | Ilkka Herola    | Finlandia | 473   |

### Nazioni
| Pos. | Nazione     | Punti |
| ---- | ----------- | ----- |
| 1    | Germania    | 4662  |
| 2    | Norvegia    | 4317  |
| 3    | Austria     | 3019  |
| 4    | Giappone    | 1858  |
| 5    | Francia     | 1100  |
| 6    | Finlandia   | 606   |
| 7    | Italia      | 558   |
| 8    | Stati Uniti | 440   |
| 9    | Rep. Ceca   | 289   |
| 10   | Svizzera    | 158   |